# 雪蠍蛉科
雪蠍蛉科（Boreidae），俗稱雪蠍蛉、雪蚤，是長翅目的昆蟲。該科僅包含30個物種，全都分布在北半球的極地或高海拔地區。2008年的DNA及蛋白質分析，發現該科的演化支與蚤目的親緣關係較接近，反而與雙翅目或長翅目其他成員的親緣相對遙遠。

## 特徵
雪蠍蛉是小型昆蟲，體長約6毫米或更小。他們沒有飛行能力，雄性的翅膀退化為鉤狀，雌性的翅膀則蛻化為鱗片狀，但可以利用修長的中足與後足進行跳躍移動。牠們在冬季最為活躍，幼蟲以苔蘚為食，成蟲會在雪地上活動。雄性在交配時會用鉤狀的翅膀緊抓雌性。透過吸收輻射熱，牠們能在寒冷的雪地中保持體溫，減緩熱量流失。